# Bonneville Speed Week
Die Bonneville Speed Week ist eine Veranstaltung im US-amerikanischen Staat Utah, die jährlich von der Bonneville Nationals Inc. (BNI) ausgetragen wird. Es geht darum, während sechs Tagen im Monat August auf den Bonneville Flats mit Fahrzeugen der unterschiedlichsten Art möglichst Geschwindigkeitsrekorde zu erzielen.

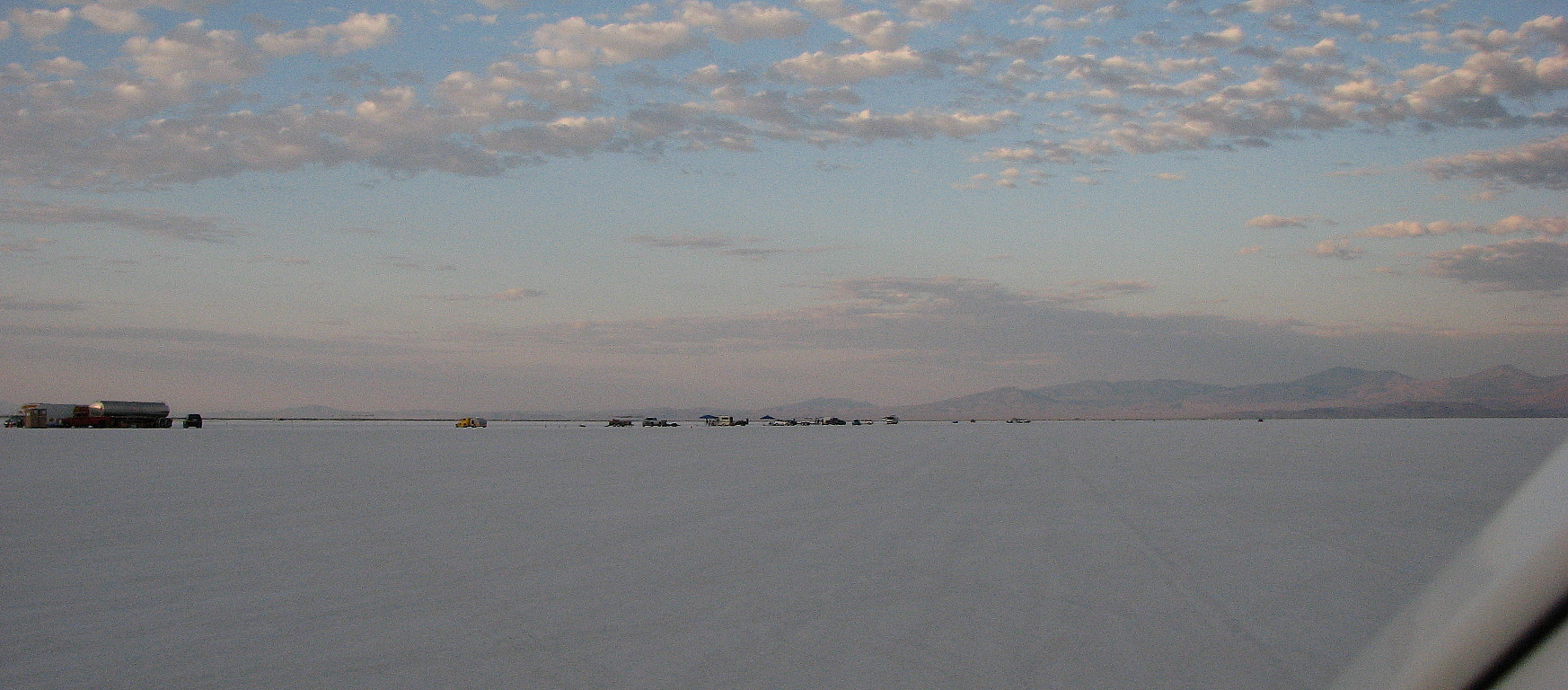
Sonnenaufgang an einem Speed Week-Tag im Jahr 2009

Voraussetzung für Fahrten auf den Salt Flats ist, dass jene trocken liegen – dies ist gewöhnlich an drei Monaten im Jahr der Fall. Um über die kurze Strecke eines „short course“ zu verfügen, benötigen die Veranstalter wenigstens ein Stück von sechseinhalb Kilometern trockenen Salzes. Im Idealfall wird eine mehr als elf Kilometer lange Strecke genutzt. 2014 fiel die Speed Week wegen Überflutung des Salzsees aus, auch 2015 erfolgte eine Absage wegen zu vieler sumpfiger Stellen. Zum Erzielen eines Rekords sind zwei Läufe in entgegengesetzter Richtung vorgeschrieben, die Zeiten werden von der Southern California Timing Association (SCTA) gestoppt. Übertrifft man in einem Qualifikationslauf den bestehenden Rekord, wird das Fahrzeug verwahrt und darf am nächsten Morgen zu einem Rekordversuch antreten. Im Jahr 2006 hatten sich fast 500 Teilnehmer angemeldet, mehr als 150 Rekorde wurden gebrochen.
Die erste Bonneville Speed Week fand 1949 auf die Initiative der SCTA hin statt. Sie organisiert seither die Veranstaltung, für die es keine feste Einrichtungen auf dem Salz gibt: Keine Boxen, keine Imbissbuden für die Zuschauer, selbst der Zeitnehmer-Turm und die Toiletten werden zu dem Ort transportiert. Die nächstgelegene Stadt ist Wendover. Benannt sind die Bonneville Salt Flats nach Captain Louis Benjamin Eulalie de Bonneville (ca. 1796–1878), der eine Expedition in den Westen der Vereinigten Staaten angeführt hatte.

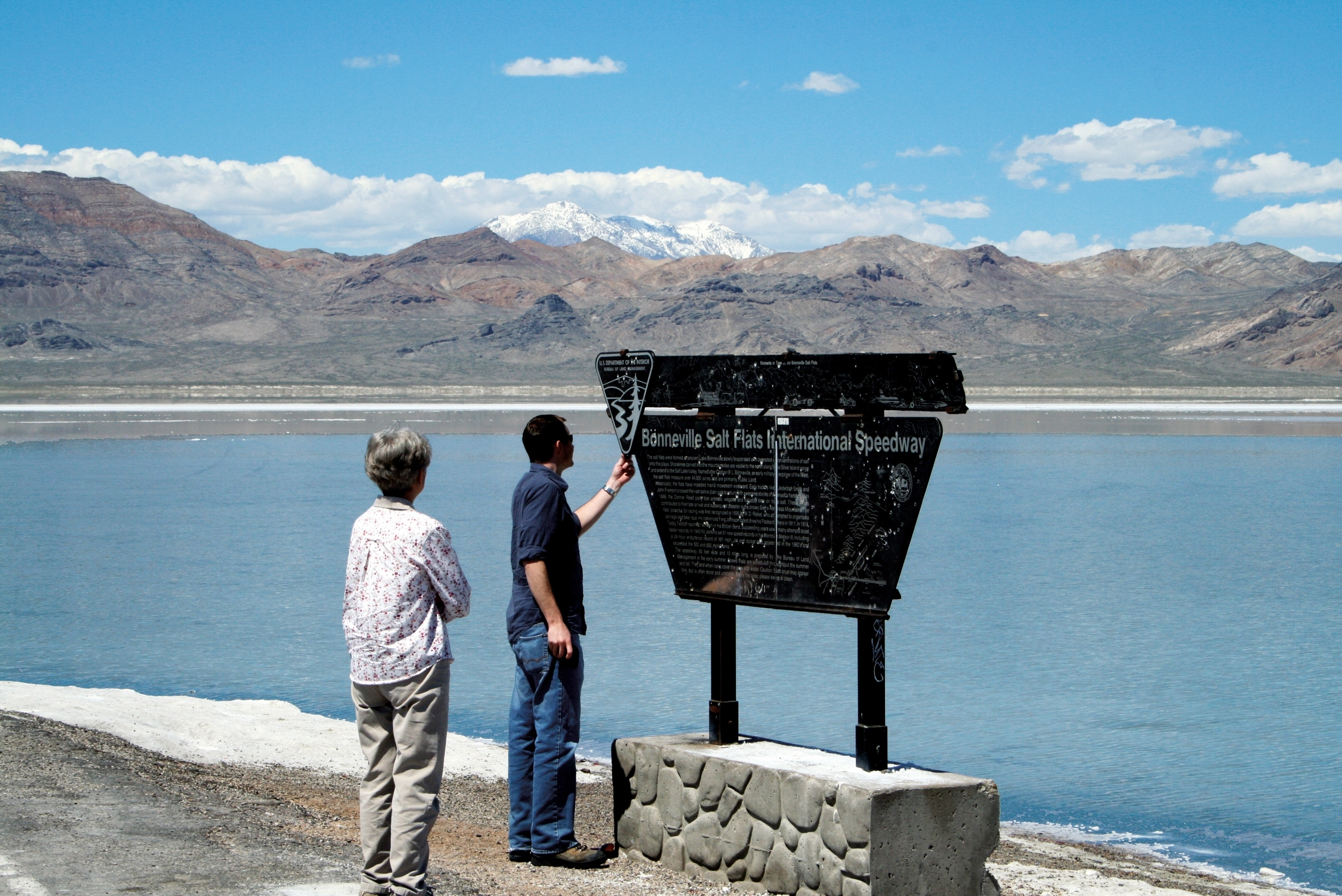
Grund für die Absage der Speed Week ist mitunter eine Überflutung der Salzfläche in den eigentlich geeigneten Monaten

Weitere Veranstaltungen auf den Bonneville Salt Flats sind im September die World of Speed und im Oktober die World Finals. Als Veranstalter tritt neben der SCTA/BNI noch die Utah Salt Flats Racing Association (USFRA) auf. Außerdem wurde 2006 von Cook’s Land Speed Events die Veranstaltung Shootout ins Leben gerufen, die solche Teams ansprechen soll, die FIA/FIM-zertifizierte Rekorde erlangen wollen. Das Zustandekommen dieser Veranstaltung ist abhängig davon, dass genügend Teilnehmer sich finden, von denen die hohen Gebühren entrichtet werden. Kalkuliert wird mit je fünf Autos und Motorrädern. 2018 kam erstmals diese Menge nicht zusammen, das Shootout fand nicht statt. Zwar war die Salzoberfläche in diesem Jahr in bemerkenswert gutem Zustand, es kam zu schnellen Fahrten, mit einer Besonderheit: Gestartet wurde am sogenannten Punkt I-80 in Richtung Floating Island, wo die feste Salzschicht relativ dünn war. Für eine Rückfahrt konnte von dort aus nicht kraftvoll gestartet werden und die Aussicht auf einen Rekord unter FIA-Bedingungen war damit eher gering.
Ursprünglich betrug die Fläche der Bonneville Salt Flats 39.000 Hektar, von denen 2021 noch 12.000 übrig waren – Ergebnis des 1917 begonnenen Abbaus von Kalisalz, das als Dünger verwendet werden kann. War die Salzkruste 1960 noch mehrere Fuß dick, beträgt die Dicke nun mitunter kaum mehr als einen Zentimeter. Die schlechte Qualität dieser Schicht wird für in jüngster Zeit geschehene Unfälle mit verantwortlich gemacht. Ein Verschwinden der Salzkruste hätte möglicherweise negative Auswirkungen für die Umgebung: Die in dem See vorhandenen Ablagerungen könnten sich bei Wind in eine Staubglocke über der näheren Umgebung verwandeln und die Schneeschmelze auf der Wasatchkette beeinflussen. Die Streiter für den Erhalt der Rennstrecke sehen sich demnach auch als Kämpfer für eine gesunde Umwelt. Es scheint allerdings wahrscheinlich, dass es Rekordfahrten auf den Salt Flats in absehbarer Zeit nicht mehr geben wird.